# Angelitos negros (película de 2009)
Angelitos negros es una película del año 2009.

## Sinopsis
Angelitos negros es una fábula que relata la experiencia transformadora del «encuentro» entre de dos mundos. La tristeza, la impotencia, la frustración, el miedo, la soledad... todo cambia cuando abres tu corazón a otra persona. Angelitos negros nos habla del encuentro entre un anciano jubilado y un joven inmigrante. La tensión de ese descubrimiento mutuo los lleva a reencontrarse en la amistad y en la solidaridad. Desde aquí, solo puede surgir la esperanza en mundo más justo y más humano.